# 西クシャトラパ

西クシャトラパ

西クシャトラパの最大版図

西クシャトラパ（西暦35年 - 405年）はインドの西部、及び中部（サウラーシュトラとマールワ：現在のグジャラート州、マハラシュトラ州、ラージャスターン州、そしてマディヤ・プラデーシュ州）を支配した王国である。サカ人はこの王国で大きな役割を果たしたと言われている。インド亜大陸北部を支配したクシャーナ朝や中央インドを支配したサータヴァーハナ朝（アーンドラ朝）と同時代の王国であった。
クシャトラパと言う単語はサトラップと同じく古代ペルシア語フシャサパーヴァン（xšaçapāvan）に相当し、元来は州の総督、または知事を意味した。

## 歴史
最初のクシャトラパは北西インドからマトゥラーまでを統治し、恐らくはクシャーナ朝の王に任じられた総督であった。クシャーナ朝がインドの支配のために特別の将軍を置いたことは『後漢書』などに記録されている。彼らは次第に自立的傾向を強め、クシャーナ朝やサータヴァーハナ朝などの影響力を排除して独立勢力となったが、総督に由来するクシャトラパという名前・称号はそのまま用いられた。
クシャトラパ王朝はナハパーナが王位を継承するとともに極めて強力になった。ナハパーナはサータヴァーハナ朝の西部、及び中央インドの広大な領域を占領したが、最後は125年に、サータヴァーハナ朝の強力な王ガウタミープトラ・シャータカルニによって破られた。しかしながら、ナハパーナは西方に強力な拠点を構築し、彼の後継者はそこから利益を得る事ができた。彼はまたクシャトラパの貨幣制度を確立した。
クシャトラパ王朝は2世紀のルドラダーマン王や後のルドラセーナ2世（256年 - 278年）の治世には非常に繁栄した。最後のクシャトラパ王はヴィスヴァセーナの兄弟である後継者バーラトラダマンであり、彼はルドラセーナ2世の息子であった。
新たな王家がルドラシムハの下で統治したが、結局395年にグプタ朝のチャンドラグプタ2世によって征服された。
クシャトラパ王朝は1つの暦を確立した。この暦は西暦78年に始まり、サカ時代の始まりを明らかにする。また、この年は今日のインド共和国で公式に使われる暦の1つ、サカ暦の初年でもある。

## コイン

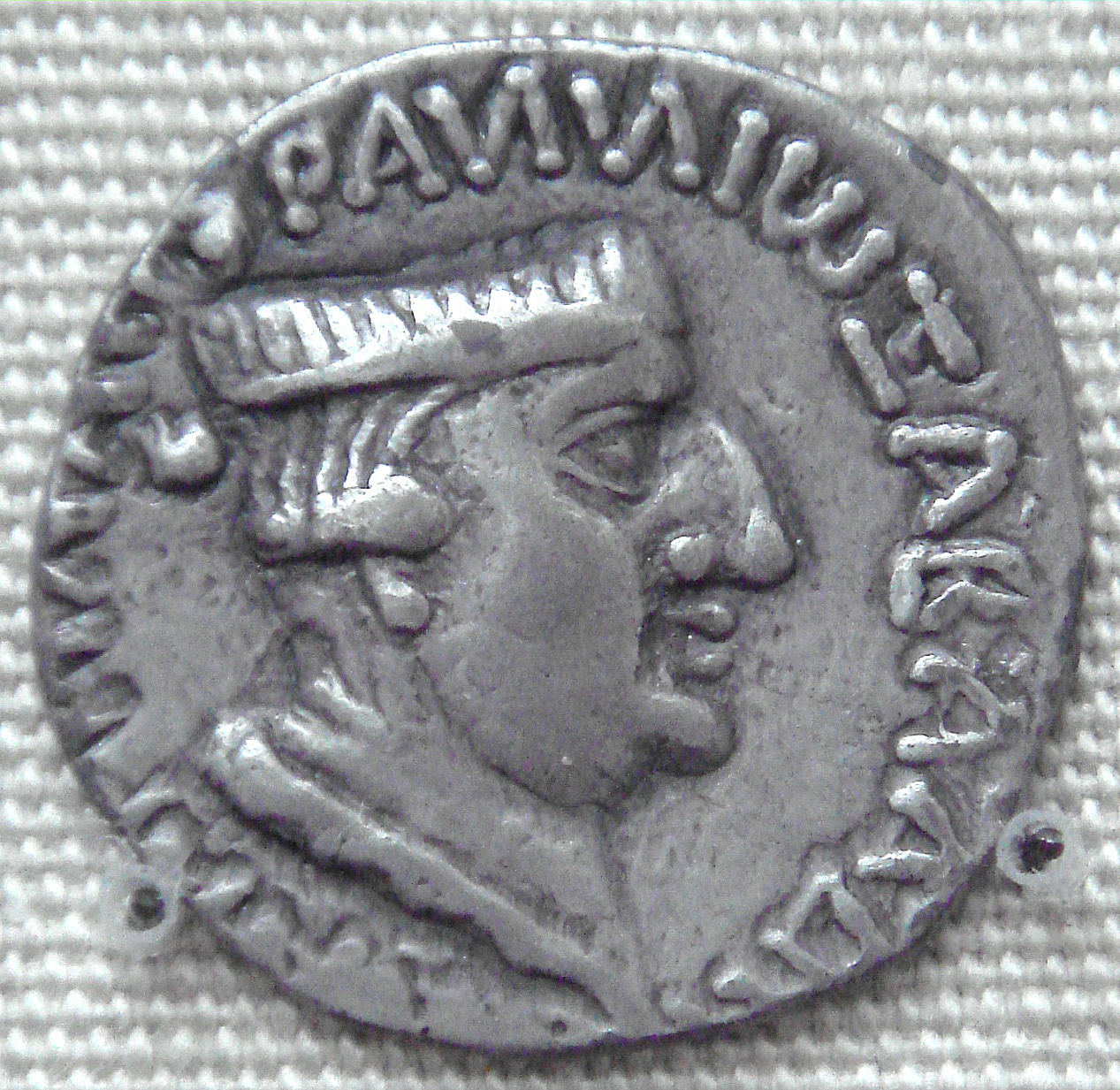
ギリシア文字でプラークリット「」（クシャハラータ王ナハパーナの）を記す。大英博物館蔵

クシャトラパには豊かで興味深いコインが存在する。クシャトラパのコインはかつてのインド・ギリシア王達のコインをベースにしており、表面にギリシア語の、又は擬似的なギリシア語の銘と王の上半身像が描かれている。裏面はオリジナルであり、一般にブラーフミー文字の刻文の内側に落雷と矢が描かれており、後にはチャイティヤ、又は3つの半円形の丘と川、そして三日月と太陽のシンボルが描かれる。これらのコインは王の名前、及びその父、発効日が記録されているために、初期のインドの歴史を明らかにするに当たって極めて有益な情報を与えてくれる。
クシャトラパのコインはまた、非常に大きな影響を与え、サータヴァーハナ朝やグプタ朝のような周辺の国や後代の王朝によって模倣された。

## 主要な王
クシャハラータ朝（Kshaharata）
- Yapirajaya
- Hospises
- Higaraka
- アビーラカ（英語版）（アウビーラカス）
- ブーマカ（英語版） （?年 - 119年）
- ナハパーナ （119年 - 124年）

バードラムカス朝（Bhadramukhas）
- チャシタナ（75年 - 100年？）
- ダーマガサダ1世
- ジャヤダーマン
- ルドラダーマン（130年 - 150年）
- ダーマジャダシュリ1世
- ダーマガサダ2世
- ルドラシムハ1世
- ジヴァダーマン
- サーチャダーマン
- ルドラセーナ1世
- プリスヴィセーナ
- ダーマセーナ
- サムガーダーマン
- ダーマジャダシュリ2世
- ヴィラダーマン
- ヤソダーマン1世
- ヴィジャヤセーナ
- イシュヴァラダッタ
- ダーマジャダシュリ3世
- ルドラセーナ2世（256年 - 278年）
- ヴィスヴァシムハ
- ヴィスヴァセーナ
- バーラトラダーマン（278年 - 295年）
- ルドラシムハ2世
- ヤソダマン2世
- ルドラセーナ3世
- シムハセーナ（294年 - 304年）
- ルドラセーナ4世
- ルドラシムハ3世
- インドラーカ
- インドラーダ